# تشارلز ألمون ديوي
تشارلز ألمون ديوي (بالإنجليزية: Charles Almon Dewey)‏ هو قاضي ومحامي أمريكي، ولد في 11 سبتمبر 1877، وتوفي في 2 مارس 1958.